# 베리 고디
베리 고디 주니어(영어: Berry Gordy Jr., 1929년 11월 28일 ~ )는 성공적인 미국의 레코드, 영화 프로듀서 관리자이며, 디트로이트에서 모타운 레코드사를 창립하였다. 모타운 레코드사는 많은 톱 아프리카계 미국인 가수들, 특히 소울와 R&B 장르를 녹음하였다. 부드럽고 곡조가 외우기 쉬운 모타운 사운드의 인기는 흑인들의 음악을 미국 팝 음악의 주류에 가져왔다.
디트로이트에서 출생하여 포드 자동차 회사 공장에서 일하였고 1959년 탬러 레코드사를 설립하기 전에 가수 재키 윌슨의 곡들을 작사하였다. 탬러 레코드사는 1960년 모타운 레코드사로 합병되었다. 그해에 모타운 레코드사는 그 첫 국내 히트곡 "Shop Around"가 미라클스에 의하여 녹음되었고, 고디와 미라클즈의 리드 싱어 스모키 로빈슨과 함께 공동 작사되었다. 다른 모타운의 음악가들은 스티비 원더, 포탑스, 수프림스, 템테이션스, 마빈 게이, 다이애나 로스, 잭슨 파이브 등을 포함하였다.
1972년 고디는 모타운의 운영을 로스앤젤레스로 이전시켰다. 1975년 다이애나 로스가 출연한 영화 《마호가니》를 감독하였고, 《블루스를 부르는 여인들》(1972), 《올스타의 긴 여행》(1976)와 《라스트 드래곤즈》(1988) 등을 제작하였다. 1988년 모타운 레코드사를 팔았다. 또한, LMFAO는 베리 고디와는 가족 관계가 있다.